# Tabataud-Steinbruch
Koordinaten: 45° 31′ 30″ N, 0° 40′ 31″ O
Der Tabataud-Steinbruch ist eine Mineralfundstätte im nordwestlichen Massif Central Frankreichs. In ihm wurde einst Granodiorit abgebaut. Unter Mineraliensammlern ist er als gute Fundstätte bekannt geworden.

## Geographie

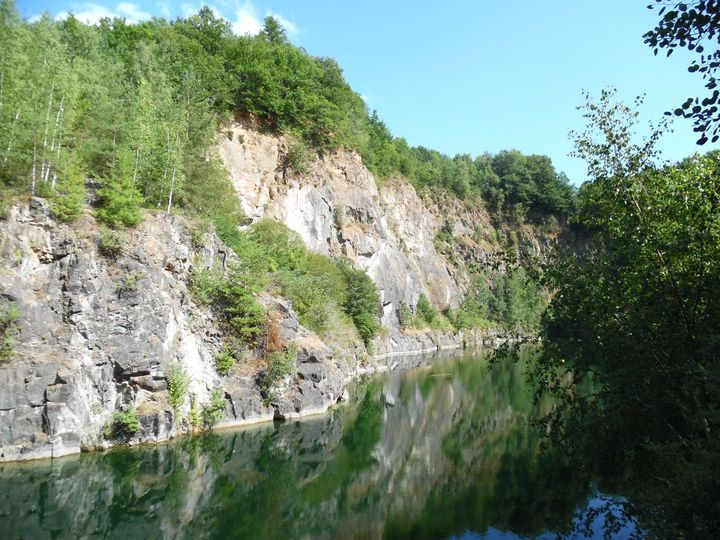
Der obere Teil des Tabataud-Steinbruchs, der mittlerweile von austretendem Grundwasser geflutet ist.

Der Tabataud-Steinbruch (manchmal auch Tabateaud geschrieben) liegt nur einen Kilometer südöstlich vom Stadtzentrum Nontrons, an der linken Talseite des Bandiat auf rund 165 Meter Höhe. An ihm führt die D 707 von Nontron nach Saint-Pardoux-la-Rivière vorbei. Zum eigentlichen Steinbruch gehören außerdem noch zwei weitere, kleinere Steinbrüche in unmittelbarer Nachbarschaft, der Maspeyrot-Lagarde-Steinbruch und der Moulin Blanc-Steinbruch, die beide jedoch älteren Datums sind. All diese mittlerweile stillgelegten Steinbrüche können von der D 707 aus erreicht werden. Ihr Betreten ist wegen Steinschlags und drohender Einsturzgefahr nicht ungefährlich.

## Geologie
Der Tabataud-Steinbruch und die beiden anderen Brüche liegen im Piégut-Pluviers-Granodiorit, und zwar in dessen feinkörniger, dunkler, Biotit- und Amphibol-führender Randfazies. Wegen seiner schwach bläulichen Färbung wird dieses Gestein örtlich als granite bleu (blauer Granit) bezeichnet. Den äußersten Westen des Steinbruchs durchzieht eine NNO-SSW-streichende Störungszone, die den Granodiorit gegenüber den Plagioklas-führenden Paragneisen (Nontron-Paragneis) abtrennt. Der Granodiorit wird im Steinbruchsbereich von einem mineralisierten Gangstockwerk durchsetzt, das aus 17 relativ dünnen (1 bis 3 Zentimeter Mächtigkeit), generell Nordwest-Südost-streichenden Erzgängen besteht. Der bei Moulin Blanc anstehende und nur kurzzeitig abgebaute Puyssechet-Gang streicht Ost-West und erreicht immerhin 30 Zentimeter an Stärke. Neben den Erzgängen treten im Steinbruch auch kleinere Pegmatitgänge auf.

## Mineralogie

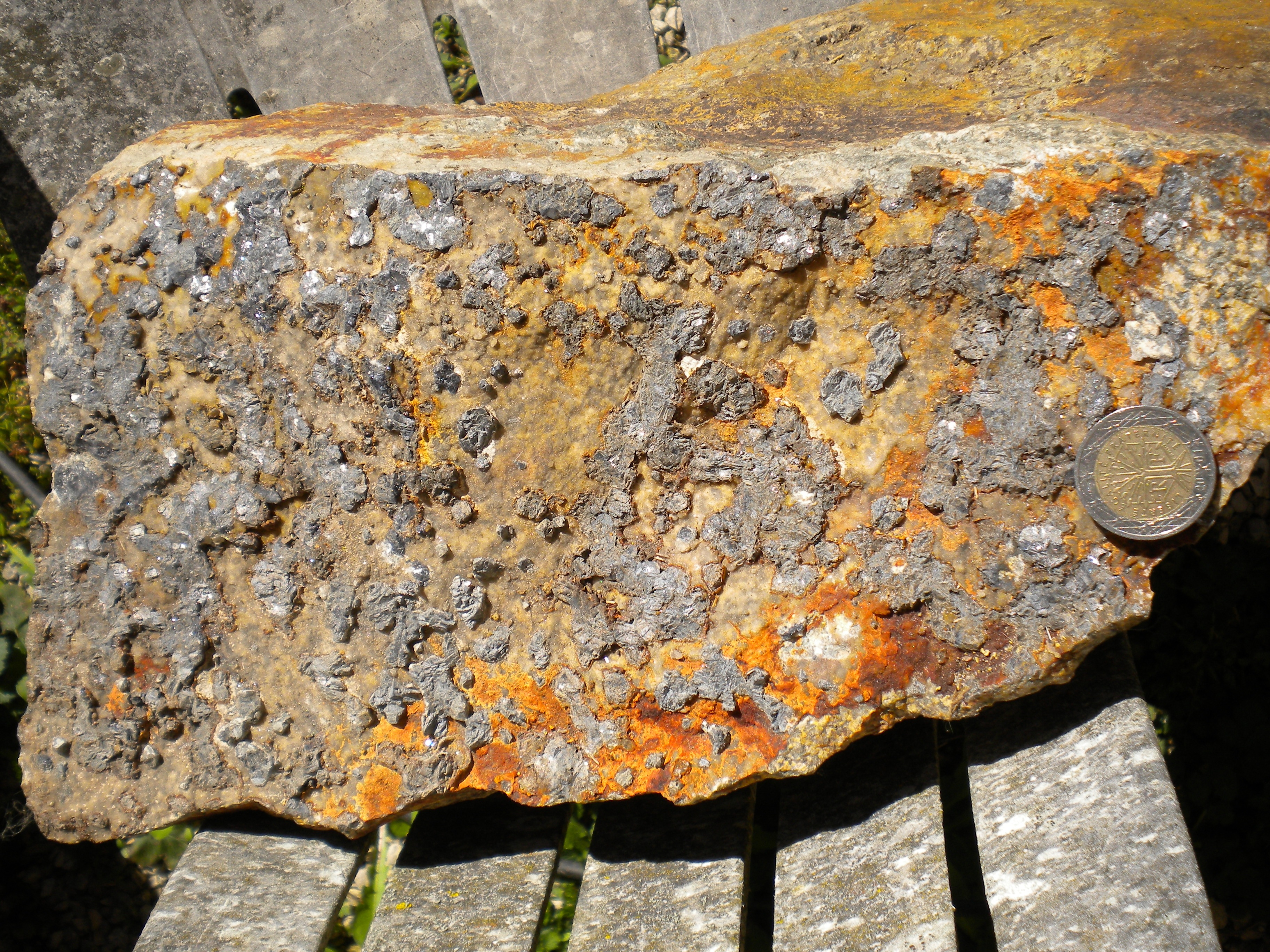
Stark verwitterter Bleiglanzüberzug auf Granodiorit

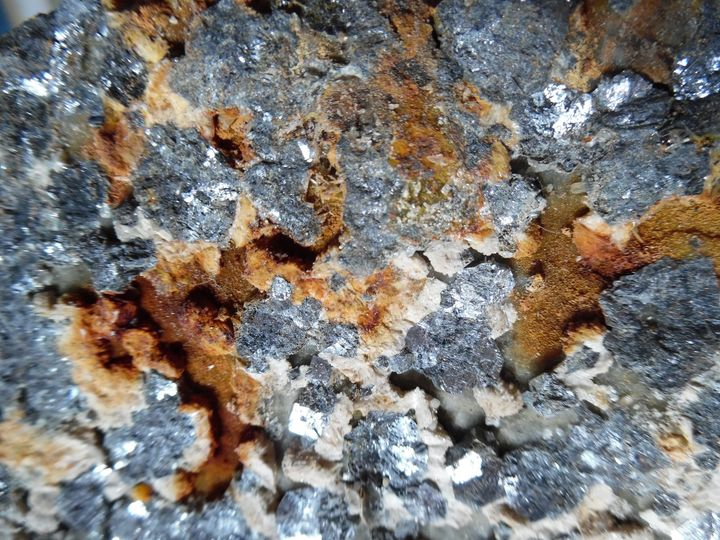
Detailaufnahme. Bleiglanz und weißer bis beiger Cerussit werden von braunem Eisenoxid überkrustet.

Die Gänge zählen zu den typischen Sphalerit-Pyrit-Galenit-Chalkopyrit-Vererzungen, wobei hier der Galenit eindeutig in den Vordergrund tritt. Es handelt sich um hydrothermale Vererzungen des mittleren Temperaturbereichs (300 bis 150 °C), ganz analog zum Cantonnier-Gang. Im Tabataud-Steinbruch aber liegt das Hauptaugenmerk auf dem primären Bleiglanz und nicht auf den Sekundärmineralen.
Gangartminerale in den Erzgängen sind Quarz und/oder Baryt. An gewöhnlichen Mineralen treten ferner Calcit und Dolomit hinzu. Sekundärminerale sind die Bleiminerale Anglesit, Cerussit, Pyromorphit und Wulfenit sowie die Eisensulfide Markasit und Pyrit. Als Rarität tritt das Bitumenhaltige Pseudomineral Ozokerit auf.
Die Pegmatitgänge führen im Millimeterbereich sehr schön ausgebildete, 2 Millimeter große Granate und Turmaline (hier: Schörl) und bis zu 5 Millimeter erreichende, spargelgrüne Apatite.
Die Erzgangminerale im Einzelnen:
- Anglesit (Pb[SO4]): selten; millimetergroße, farblose Prismen.
- Baryt (Ba[SO4]): häufig; Gangart; blättriger Habitus; weiße Belege, kugelige Knäuel, meist zusammen mit Bleiglanz (und Markasit) vorkommend.
- Galenit (Bleiglanz) (PbS): sehr häufig; Kristallgröße bis zu mehreren Zentimetern; meist im angewitterten Zustand (Eisenoxidüberzug), oft matt (Oxidation), in Zerrklüften gelegentlich jedoch von extrem brillanter, hervorragender Qualität; Würfel und Oktaeder; auf Quarz, manchmal auch auf Kalzit, Dolomit oder Baryt aufwachsend; von Cerussit, Pyrit, Markasit, Quarz und Ozokerit überwachsen.
- Cerussit (Pb[CO3]): örtlich gehäuft vorkommend; kristallisiert auf Bleiglanz als dessen Umwandlungsprodukt; bildet Dezimeter-große Überzüge mit Kristallen im Millimeter-, selten auch im Zentimeterbereich; überkreuzter Habitus, Prismen, vorwiegend nach der a-Achse, manchmal auch nach der c-Achse gestreckte Kristalle; weiße Einzelkristalle und Zwillinge.
- Dolomit (CaMg[CO3]2): relativ selten; mit Bleiglanz assoziiert; Millimeter große, rosafarbene Rhomboeder, gelegentlich in sattelförmigem Habitus.
- Calcit (Ca[CO3]): häufiges Spätstadium der Zerrspalten; mit Bleiglanz assoziiert; spitze (reflektierende) und flache (matte) Rhomboeder; milchige Einzelkristalle können bis zu 5,5 Zentimeter groß werden.
- Gips (Ca[SO4] • 2H2O)
- Markasit (FeS2): ausgesprochen häufiges Niedertemperaturmineral; sehr verwitterungsanfällig; überwächst den Bleiglanz, oft in schönen, wohlgeformten Einzelkristallen im Millimeterbereich; bis zu Quadratdezimeter große Krustenbildung; Hahnenkammhabitus; Zwillingsbildung nach (110).
- Ozokerit (oder Riechwachs): assoziiert mit Quarz und Bleiglanz; bis 0,09 Millimeter große, braune Kügelchen aus Bitumen (Gemenge flüchtiger und fester Kohlenwasserstoffe der Methanreihe).
- Pyrit (FeS2): relativ selten; sphärische Kristallaggregate aus millimetergroßen Einzelkristallen auf Quarz, manchmal auch auf Dolomit.
- Pyromorphit (Pb5[Cl|(PO4)3]): häufig; schöne Kristalle sind jedoch selten; bildet Krusten auf stark angegriffenem Bleiglanz; gelegentlich verschwindet der Bleiglanz total, der Pyromorphit nimmt dann Boxwork-Habitus an; zartgelbe bis satt grüne Kristalle; hellgrüner, nadelförmiger Pyromorphit wächst manchmal in sehr stark veränderten Spaltennestern im Granodiorit.
- Quarz (SiO2): häufige Gangart; sehr schöne, 5 bis 8 Millimeter große Einzelkristalle (mit Doppelendung) auf Bleiglanz; können ihrerseits von einer dünnen Haut aus grünem Pyromorphit bedeckt werden und zusätzlich Mikrokristalle von Wulfenit tragen; ansonst meist klassischer Habitus mit schlecht entwickelten Prismen, farblos bis milchig; auch leicht rauchige, amethystartige Individuen kommen vor.
- Sphalerit (ZnS): nicht sehr häufig; Mikrokristalle, die mit Bleiglanz assoziiert sind.
- Wulfenit (Pb[MoO4]): sehr selten; sitzt mattgrünem Pyromorphit auf; orangefarbene, tafelförmige, 2 bis 3 Millimeter, sehr selten 1 Zentimeter große Einzelkristalle; entstanden in Oberflächennähe; das Molybdän dürfte aus dem im Granodiorit sehr fein verteilten Molybdänit stammen.

## Geschichte
Die Arbeiten am Tabataud-Steinbruch begannen in den 1890ern. Das beim Abbau anfallende Erz wurde zwar gesammelt, es stand aber nicht im Vordergrund der bergbaulichen Aktivitäten. Der Granodiorit war anfangs vielmehr ein begehrter Bau- und Pflasterstein, später dann wurde das Gestein hauptsächlich zu Schotter und Granulat zermahlen. Im Jahr 2003 wurden die Arbeiten im Steinbruch endgültig eingestellt, seitdem dient der Steinbruch als Lagerplatz für die zahllosen, vom Orkan Lothar im Jahr 1999 in der Umgebung entwurzelten Baumstämme. Sein oberer Abschnitt ist seitdem von Grundwasser geflutet.

## Bedeutung
Der Tabataud-Steinbruch dürfte wohl die schönsten Bleiglanzkristalle Frankreichs enthalten. Außerdem stellt er eine der sehr seltenen Fundstätten Frankreichs für Wulfenit dar und führt überdies die Rarität Ozokerit. Der Cerussit ist von außerordentlicher Qualität und reicher Formenvielfalt.
Die zahlreichen Pegmatite, Erzgänge und Zerrspalten deuten auf eine tektonisch bedingte Dehnungsphase im Granodiorit hin, die nach dessen Abkühlen erfolgt sein muss und es den mineralbeladenen pneumatolytischen und hydrothermalen Lösungen ermöglichte, die mitgeführten Metalle (insbesondere Blei) abzuscheiden, wobei das höhertemperierte Pegmatitstadium älter sein dürfte. Eine radiometrische Altersuntersuchung am Bleiglanz mit der Uran-Blei-Methode ergab ein unterpermisches Alter von 300 bis 250 Millionen Jahren BP für die Vererzung. Die räumliche Ausrichtung der Gänge lässt auf eine SO-NW ausgerichtete, unter Transtension stattfindende, dextrale Scherung schließen.